# Поляковське сільське поселення (Ростовська область)
Поляковське сільське поселення — муніципальне утворення у Неклинівському районі Ростовської області. 
Адміністративний центр поселення — хутір Красний Десант.

## Географія
Поляковське сільське поселення розташоване на узбережжі Азовського моря на Міуському півострові на південний захід від Таганрогу.

## Історія
Назва походить від колишнього маєтку російського фінансиста Якова Полякова, що мешкав у XIX сторіччі у Таганрозі.

## Адміністративний устрій
До складу Поляковського сільського поселення входить:
- хутір Красний Десант - 1020 осіб (2010 рік);
- селище Золота Коса - 1127 осіб (2010 рік);
- село Боцманово - 918 осіб (2010 рік);
- село Долоковка - 508 осіб (2010 рік);
- село Руська Слобідка - 591 особа (2010 рік);
- село Христофорівка - 392 особи (2010 рік);
- хутір Веселий - 962 особи (2010 рік);
- хутір Ключникова Балка - 309 осіб (2010 рік);
- хутір Новолакедемоновка - 514 осіб (2010 рік);
- хутір Руський Колодязь - 884 осіб (2010 рік).[3]